# Vlaščić
Vlaščić (cyr. Влашчић) – wieś w Serbii, w okręgu kolubarskim, w mieście Valjevo. W 2011 roku liczyła 57 mieszkańców.